# Вердикт (фильм, 1946)
«Вердикт» (англ. The Verdict) — нуаровая детективная драма режиссёра Дона Сигела, вышедшая на экраны в 1946 году.
В основу сюжета фильма положен роман Израэла Зангвилла «Загадочное происшествие на Биг Боу» (1892), который ранее уже экранизировался дважды — в 1928 году под названием «Идеальное преступление» и в 1934 году как «Криминальный доктор», «сценарий фильма умно написан Питером Милном».
Наряду с такими фильмами, как «Жилец» (1944), «Подозреваемый» (1944), «Газовый свет» (1944) и «Площадь похмелья» (1945) этот фильм относится к субжанру психологического нуарового триллера, действие которых разворачивается в викторианском Лондоне.

## Сюжет
Действие происходит в Лондоне в 1890 году. Невинного человека ловят, на основе косвенных доказательств приговаривают к смерти и казнят через повешение по обвинению в убийстве Ханны Кендалл. Вскоре после казни появляется свидетель, который подтверждает алиби казнённого. В результате инспектор Скотленд-Ярда Джордж Эдвард Гродман (Сидни Гринстрит), который вёл это дело, обвиняется начальством в неверном ведении дела и вынужден подать в отставку. Его место занимает давний оппонент Гродмана, злорадный, недалёкий, но обладающий непомерным самомнением Джон Р. Бакли (Джордж Кулурис). Вечером дома у Гродмана на небольшую вечеринку собираются его друзья и соседи из дома напротив: художник-иллюстратор Виктор Эммрик (Петер Лорре) и племянник убитой Ханны, светский гуляка Артур Кендалл (Расселл Лоури). Когда к Гродману заходит либеральный депутат парламента Клайв Расселл (Пол Кэвэна), между ним и Кендаллом вновь разгорается постоянный спор по вопросу о положении шахтёров, после чего рассерженные Кендалл и Расселл уходят с вечеринки. На улице Расселл угрожает Кендаллу, и это слышит Лотти (Джоан Лорринг), солистка мюзик-холла и подружка Кендалла. Оставшись с Кендаллом наедине, Лотти обвиняет его в том, что он дарил ей дешёвые фальшивые украшения и требует вернуть золотую цепочку, которую она ему подарила. Но Кендалл бросает её на улице, поднимается в свою квартиру и ложится на кровать.
На следующее утро пьющая, впечатлительная домовладелица миссис Бенсон (Розалинд Айван) не может достучаться в комнату Кендалла и разбудить его. Напуганная, она идёт в дом напротив и приглашает Гродмана, чтобы тот помог ей отрыть дверь. Взломав дверь, Гродман заявляет, что Кендалл мёртв, и посылает взволнованную миссис Бенсон за полицией. Прибывший вскоре инспектор Бакли видит, что Кендалл заколот острым предметом. Осмотрев комнату, он констатирует, что окна и двери заперты и закрыты на задвижки, а орудия убийства в комнате не обнаружено, следовательно, каким-то таинственным образом убийца сначала проник в квартиру, а после убийства также вышел из неё. Бакли решает проконсультироваться с профессиональным взломщиком, как по его мнению, можно было бы осуществить такое преступление, однако тот не может предложить никакого удовлетворительного объяснения. Бакли предполагает, что убийцей мог быть кто-либо из знакомых Кендалла, и тот сам впустил его в квартиру. Первоначально Бакли подозревает Эммрика, который ночью в пьяном виде шатался под окнами своего дома, и ничего не может вспомнить о том, что делал ночью, однако никаких прямых доказательств его причастности нет. Тогда Гродман и Эммрик сообщают Бакли, что у Кендалла была любовница, певица из мюзик-холла, с которой он поссорился в день убийства. Организовав ночью в комнате Кендалла засаду, Бакли ловит Лотти, которая, по её словам, пришла забрать свою цепочку от часов. Однако цепочки в комнате при обыске найдено не было, соответственно, Бакли не верит ей и задерживает её. Тогда Гродман высказывает предположение, что Кендалла могли похоронить вместе с цепочкой, и предлагает эксгумировать тело. Действительно, цепочка оказывается в кармане костюма Кендалла. Спустя некоторое время Гродман и Эммрик идут на представление в мюзик-холл, где Лотти им рассказывает о том, что у Расселла был роман с замужней дамой, и Кендалл знал об этом.
Вернувшись домой из командировки, Расселл обнаруживает, что в его квартире кто-то был. Не зная, что предпринять, Расселл идёт посоветоваться к Гродману. Их разговор слышит спрятавшийся в гардеробной комнате Эммрик. Расселл подтверждает Гродману, что в момент убийства Кендалла он встречался с любимой женщиной, однако отказывается назвать её имя, поскольку она благородная светская дама и к тому же по-прежнему замужем. Ночью кто-то пытается проникнуть в комнату Эммрика, однако тот начинает стрелять из пистолета и прогоняет взломщика. Лотти сообщает Бакли, что Кендалл знал о романе Расселла и утверждает, что Расселл мог убить Кендалла, опасаясь шантажа или крушения репутации любимой дамы и своей политической карьеры. Когда полиция выясняет, что Расселл не был в командировке в момент убийства, но отказывается сказать, где действительно он находился, подозрение падает на него. В итоге, на основании косвенных улик Бакли приходит к заключению, что Кендалла убил Расселл, и убеждает присяжных признать его виновным и приговорить к смертной казни. Присяжные выносят обвинительный вердикт, и Расселла помещают в камеру смертников. За три недели до казни Расселл раскрывает Гродману имя своей любовницы, которая может обеспечить ему алиби, и Гродман немедленно отправляется на её поиски. Выясняется, что некоторое время назад она уехала из Лондона на юг Франции. Гродман идёт по её следам по городам французской Ривьеры, в итоге выясняя, что она совсем недавно умерла. Вернувшись в Лондон, Гродман сообщает Расселу, что теперь у него нет свидетеля, который мог бы обеспечить ему алиби и тем самым спасти его от казни. Вечером дома Гродман пишет последнюю главу книги о своих самых знаменитых делах, последним из которых является дело об убийстве Кендалла. В своих записках Гродман отмечает, что Эммрик слишком много знает об этом деле. К Гродману заходит выпивший Эммрик, который делает иллюстрации для книги. Гродман говорит, что догадался о том, что Эммрик знает, что Расселл не убивал Кендалла, поскольку слышал из разговор, спрятавшись в гардеробной комнате. Он также говорит Эммрику, что это он прокрался ночью в его комнату, чтобы напугать Эммрика и заставить его молчать о том, что ему известно. На приёме у следователя в присутствии руководства Скотленд-Ярда Гродман делает неожиданное признание, что это он убил Кендалла. Гродман объясняет свои мотивы следующим образом: он понял, что Кендалл убил свою тётю Ханну после того, как узнал, что она собирается вычеркнуть его имя из завещания. После этого Кендалл дал ложные показания, которые привели к казни невинного человека. Видя, что другого способа наказать Кендалла за убийство тёти и косвенно — за убийство невинно осуждённого, у него нет, Гродман решил наказать его самостоятельно. На вечеринке перед днём убийства Гродман добавил в коктейль Кендалла снотворное. На следующее утро тот крепко спал и не услышал, как стучала в дверь миссис Бенсон. Когда Гродман взломал дверь в его комнату, Кендалл был жив. Однако Гродман заявил, что он мёртв, отправил миссис Бенсон за полицией, а сам в этот момент заколол Кендалла ножом. Совершив идеальное убийство, Гродман добавил, что тянул так долго с признанием потому, что хотел показать полную некомпетентность Бакли, отомстить и унизить его за то, что тот «подсидел» его и незаслуженно занял место инспектора. Выходя с конвоем, Гродман отдаёт Эммрику рукопись книги, просит закончить иллюстрации и опубликовать её.

## В ролях
- Сидни Гринстрит — инспектор Джордж Эдвард Гродман
- Петер Лорре — Виктор Эммрик
- Джоан Лорринг — Лотти Роусон
- Джордж Кулурис — инспектор Джон Р. Бакли
- Розалинд Айван — миссис Викки Бенсон
- Пол Кэвэна — Клайв Расселл
- Мортон Лоури — Артур Кендалл

В титрах не указаны
- Гарри Кординг — несговорчивый англичанин
- Билли Блэтчер — могильщик

## Режиссёр и исполнители главных ролей
Фильм стал режиссёрским дебютом Дона Сигела, известного такими фильмами, как тюремный нуар «Бунт в тюремном блоке 11» (1954), фантастический триллер «Вторжение похитителей тел» (1955) и полицейский боевик «Грязный Гарри» (1971). К числу других значимых работ Сигела относятся также фильмы нуар «Большой обман» (1949), «Личный ад 36» (1954), «Уличные преступники» (1956) и «Линейка» (1958), а также пост-нуаровые триллеры «Убийцы» (1964) и «Чарли Вэррик» (1973).
Фильм был восьмым и последним совместным фильмом Сидни Гринстрита и Петера Лорре. К числу их лучших совместных работ относятся также нуаровые драмы «Мальтийский сокол» (1941), «Касабланка» (1942), «Маска Димитриоса» (1944) и «Три незнакомца» (1946).

## Критика
Кинокритик Ханс Воллстейн не очень высоко оценил фильм, написав, что «братья Уорнер и режиссёр-дебютант Дон Сигел создают типичный погружённый в туман викторианский Лондон. Но если убрать атмосферическую операторскую работу, мелодраматическую музыку Фредерика Холландера и хичкоковские черты в работе Сигела, то вы получите „Криминального доктора“, фильм категории В 1934 года студии РКО… История не вполне подходит популярной актёрской паре Сидни Гринстрита и Питера Лорре, и несмотря на многочисленные впечатляющие внешние атрибуты, некоторые зрители предпочтут менее туманную раннюю версию».
Сходную оценку дал кинокритик Деннис Шварц в 2011 году, назвав картину «стандартной криминальной драмой, действие которой происходит в туманной викторианской Англии, хотя съёмки проводились в голливудских студийных декорациях… Фильм рассказывает об офицере полиции, который берёт правосудие в свои руки с тем, чтобы добиться справедливости (что станет знакомой темой у Сигела)… Хотя фильм не убедителен и слишком напоминает историю об „идеальном убийстве“, но пара Лорре и Гринстрит всегда увлекательна и приветствуется в любом фильме, несмотря на то, что их комическая игра немного потеряла новизну».